# Джордж Алькок Макдоннелл
Джордж Алькок Макдоннелл (16 серпня 1830 — 3 червня 1899) — ірландський шахіст і письменник.
Поділив 3-4-те місця в Лондоні 1862 (5-й Британський шаховий конгрес, переможець — Адольф Андерсен),
виграв два матчі проти Джорджа Генрі Макензі (8: 5) і (6.5: 3.5) в Дубліні 1862 року, поділив 1-ше місце з Вільгельмом Стейніцом в Дубліні 1865, але програв на плей-офф, поділив 2-3-тє місця у Лондоні 1866 (1-й чемпіонат Британії з шахів, переможець — Сесіл Де Вірі),
розділив 3-4-те в Данді (виграв Ґустав Нойман),
поділив 3-5 місця в Лондоні 1868/69 (2 BCA Кубок Виклику, переможці Джозеф Генрі Блекберн і Де Вірі),
поділив 3-тє в Лондоні 1872 (виграв Стейніц)
і посів 4-те в Лондоні 1872 (4 BCA Кубок Виклику, виграли Джон Віскер і Де Вірі).
Виграв матч проти Віскера (3.5: 0.5) в Брістолі 1873 і програв матч-реванш (6: 9) в Лондоні 1874. Був 4-м у Лондоні 1876 (виграв Блекберн)
посів 4-те в Лондоні 1879 (квадрат, переможець — Генрі Берд виграв), взяв 3-й приз в Лондоні 1883 (Vizayanagaram, Курт фон Барделебен виграв),
посів 4-те в Баті 1884 (Вайт виграв), поділив 5-6-те в Лондоні 1885 (Ісидор Гунсберг переміг), поділив 1-ше в Лондоні 1866, поділив 7-8-ме в Лондоні 1886 (Блекберн та Амос Берн виграли)
поступився в матчі проти Блекберна (1.5: 2.5) в Лондоні 1887 і посів 6-те в Стемфорді 1887 (переможець — Джозеф Генрі Блейк).
Впродовж багатьох років писав для Illustrated Sporting and Dramatic News. Написав дві книги:Chess Life Pictures (Лондон 1883) і Knights and Kings of Chess (London 1894).